# Weiten (Umformverfahren)
Weiten ist ein Fertigungsverfahren der Hauptgruppe Umformen und nach DIN 8585 zusammen mit dem Längen und Streckziehen (Tiefen) der Gruppe des Zugumformens zugeordnet. Dabei wird ein hohles Werkstück durch eine radial nach außen wirkende Kraft aufgeweitet. Es wird eingesetzt zur Herstellung von Gehäusen, Trommeln und Karosserieteilen. Neben runden Teilen können auch polygonale Hohlkörper bearbeitet werden. Schweißnähte bergen in diesem Fall jedoch die Gefahr das Werkzeug zu beschädigen. Nach DIN 8585 wird unterschieden zwischen
1. dem Weiten mit Werkzeugen, das in der industriellen Praxis die höchste Bedeutung besitzt,
2. dem Weiten mit Wirkmedien, das an Bedeutung gewinnt
3. dem Weiten mit Wirkenergie.

Eine Variante des Weitens lässt sich den Fertigungsverfahren der Hauptgruppe Fügen zuordnen (Fügen durch Umformen).

## Weiten mit Werkzeugen
Zum Weiten kann man grundsätzlich Dorne verwenden, wobei entweder nur die Enden geweitet werden, was als Aufweiten bezeichnet wird, oder das gesamte Werkstück.
Bei der Verwendung eines Spreizwerkzeuges ist es auch möglich nur die Mitte aufzuweiten, was als Ausbauchen bezeichnet wird. Die einzelnen Segmente des Werkzeuges werden hier durch einen Keil oder Kegel nach außen gedrückt. Zur Bearbeitung kann man entweder eine Matrize verwenden oder frei formen.
Zum Weiten eignen sich neben starren auch elastische Werkzeuge aus Kautschuk, Elastomeren oder Kork. Die wirtschaftlich herstellbaren Durchmesser sind dann auf etwa 100 mm begrenzt. Wegen der Reibung zwischen Werkzeug und Werkstück ergeben sich höhere Bearbeitungskräfte und ein Verkürzen der Werkstücke in axialer Richtung (bei CrNi-Stahl bis zu 12 %). Im Gegenzug kann die Umfangsdehnung deutlich erhöht werden (bis zu 60 %).

## Weiten mit Wirkmedien
Eine weitere Variante ist das Weiten mit Wirkmedien wie Öl oder Wasser. Es wird genutzt zum Herstellen von Fittings mit mehreren Abzweigungen in beliebige Richtungen. Zwischen dem Druck des Wirkmediums und dem minimal umformbaren Radius des Werkstücks besteht ein direkter Zusammenhang: so ist für die Umformung eines 6 mm dicken, hochfesten Stahlrohres mit Radius 3 mm ein Druck von etwa 1200 bar nötig, dagegen reichen bei 10 mm Radius bereits 120 bar aus.

## Weiten mit Wirkenergie
Beim Weiten mit Wirkenergie wird die zur Umformung genutzte Kraft nicht von außen auf das Werkstück aufgebracht, sondern von stromdurchflossenen Spulen in seinem Inneren erzeugt. Dabei wird genutzt, dass sich zwei stromdurchflossene Leiter gegenseitig abstoßen können. Ein Stromimpuls in der Spule erzeugt dabei im Werkstück ein gegenseitig laufendes Wirbelfeld, das bei ausreichender Stärke zur Umformung genutzt werden kann. Die benötigte Energie wird in Kondensatoren gespeichert. Die Spulen müssen dabei der Form des Werkstücks entsprechend gewickelt sein.